# Grambois
Grambois ist eine französische Gemeinde mit 1204 Einwohnern (Stand 1. Januar 2022) im Département Vaucluse in der Region Provence-Alpes-Côte d’Azur. Sie gehört zum Arrondissement Apt und ist Mitglied im Gemeindeverband Communauté Territoriale Sud-Luberon. Die Bewohner werden Gramboisiens und Gramboisiennes genannt.
Die Gemeinde erhielt 2023 die Auszeichnung „Eine Blume“, die vom Conseil national des villes et villages fleuris (CNVVF) im Rahmen des jährlichen Wettbewerbs der blumengeschmückten Städte und Dörfer verliehen wird.

## Geographie

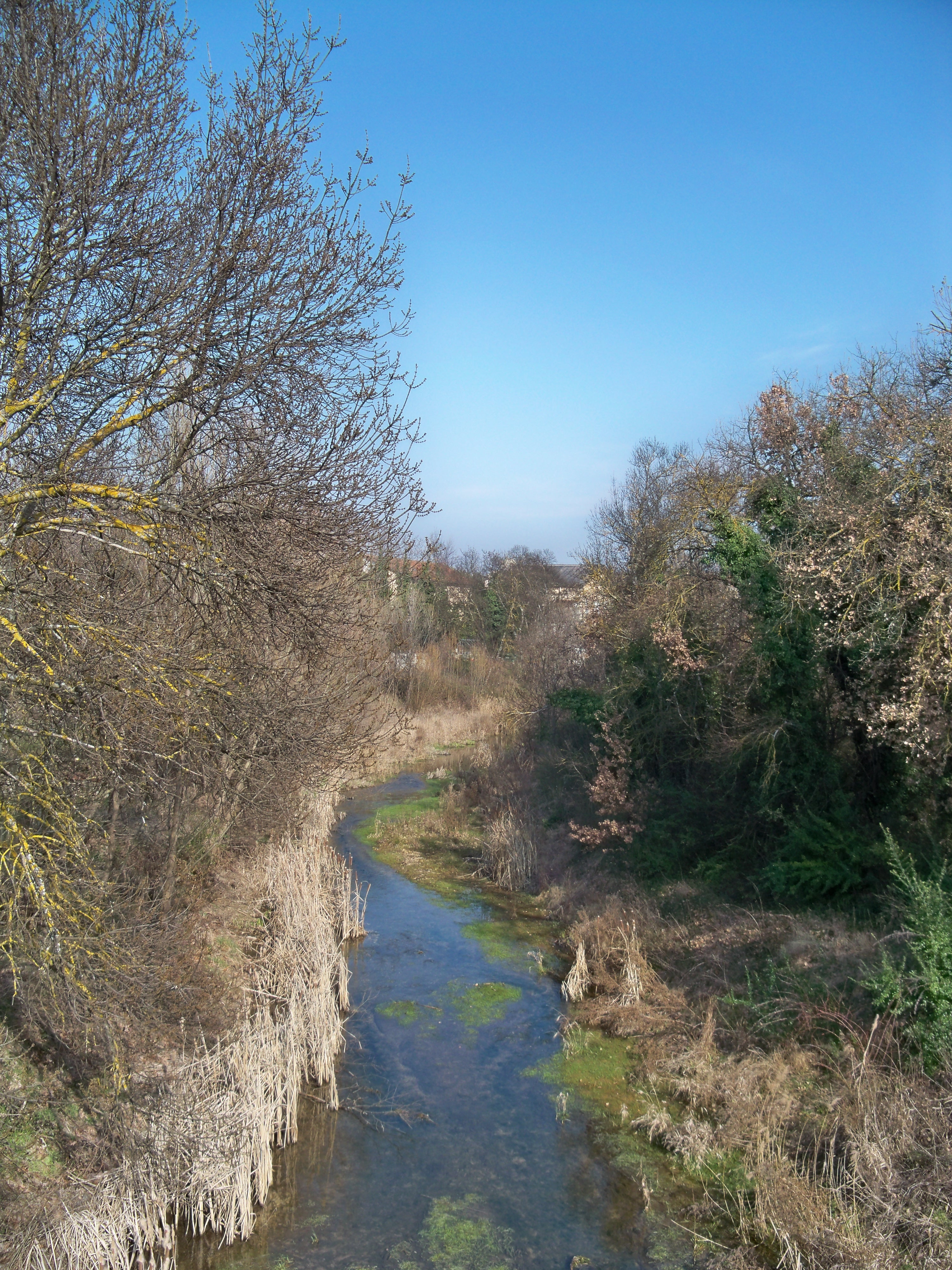
Èze bei Grambois

Grambois liegt in der Provence im Südosten des Départements Vaucluse etwa 20 Kilometer südöstlich von Apt und etwa 28 Kilometer nordöstlich von Aix-en-Provence. Im Norden der Gemeinde erhebt sich das Gebirge des Grand Luberon mit dem Luberon-Regionalpark, zu dem das Gemeindegebiet gehört. Quer durch das Gemeindegebiet und am Ort Grambois vorbei fließt die 24 Kilometer lange Èze, die bei Pertuis als rechter Nebenfluss in die Durance mündet.
Nachbargemeinden sind Saint-Martin-de-la-Brasque im Westen, La Tour-d’Aigues im Südwesten, Mirabeau im Süden, Beaumont-de-Pertuis im Osten, sowie La Bastide-des-Jourdans, Vitrolles-en-Lubéron und Peypin-d’Aigues im Norden.

## Verkehr
Wichtigste Verkehrsstraße durch die Gemeinde ist die Route départementale D956, die von Pertuis nach Manosque im Département Alpes-de-Haute-Provence führt.

## Gemeindepartnerschaft
Grambois unterhält eine Partnerschaft mit der italienischen Gemeinde Solignano in der Emilia-Romagna.

## Geschichte
Die Existenz von Grambois ist erst seit dem 11. Jahrhundert bezeugt, obwohl Spuren einer Besiedlung bis in die Jungsteinzeit zurückreichen und der Standort dreier gallo-römischer Villen nachgewiesen werden konnte.
Im 12. Jahrhundert war Grambois an die Grafschaft Forcalquier angegliedert und ging im 13. Jahrhundert in den Besitz der Grafen von Provence über. Der Ort lag an einer strategisch günstigen Position und war im 13. Jahrhundert von einer starken Befestigungsmauer umgeben, die ein Jahrhundert später ausgebaut wurde. Grambois gehörte zu dieser Zeit zu einer der zwölf Forteresses de Provence ‚Festungen der Provence‘.
Im Jahr 1590, zur Zeit der Hugenottenkriege, erwies sich Grambois als treuer Verbündeter von Heinrich IV., was zur Belagerung von den Truppen des Savoyer Herzogs Karl Emanuel I. führte. Nach einem zehn Tage andauernden Kampf musste das Dorf kapitulieren. Es wurde geplündert und niedergebrannt und geriet für einige Zeit in Vergessenheit.

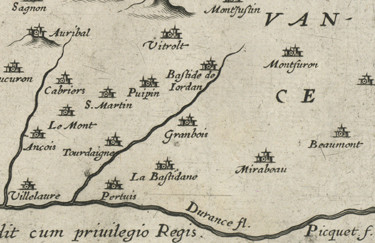
Grambois um 1620 (Kartenausschnitt)

Von den großen Adelsfamilien, die in Grambois seit dem 15. Jahrhundert geherrscht haben (Forcalquier-Viens, de La Croix und de Gautier), ist vor allem das Haus Roquesante in Erinnerung geblieben, das vom späten 17. Jahrhundert bis zur Französischen Revolution im Herrenschloss wohnte. Dessen wohl berühmtestes Mitglied Pierre de Roquesante (1619–1707) spielte eine wichtige Rolle im Prozess gegen Nicolas Fouquet, dem als königlichen Finanzminister die Veruntreuung öffentlicher Gelder vorgeworfen wurde.
Im 19. Jahrhundert gab es zwar etwas Textilindustrie (Spinnereien), doch der Ort lebte eher von Obst- und Gemüseanbau und insbesondere vom Weinanbau. 1924 kam es zur Gründung einer Winzergenossenschaft und es entwickelten sich Kunsthandwerk und Tourismus. Nachdem Grambois unter einer stetigen Landflucht litt, begann die Bevölkerungszahl in den 1950er Jahren wieder anzusteigen. 1990 diente das Dorf als Drehort für die Verfilmung Der Ruhm meines Vaters von Marcel Pagnols Kindheitserinnerungen Souvenirs d’enfance.

### Einwohnerentwicklung
| Jahr      | 1962 | 1968 | 1975 | 1982 | 1990 | 1999  | 2006  | 2018  |
| --------- | ---- | ---- | ---- | ---- | ---- | ----- | ----- | ----- |
| Einwohner | 452  | 465  | 548  | 709  | 903  | 1.113 | 1.155 | 1.239 |

## Sehenswürdigkeiten

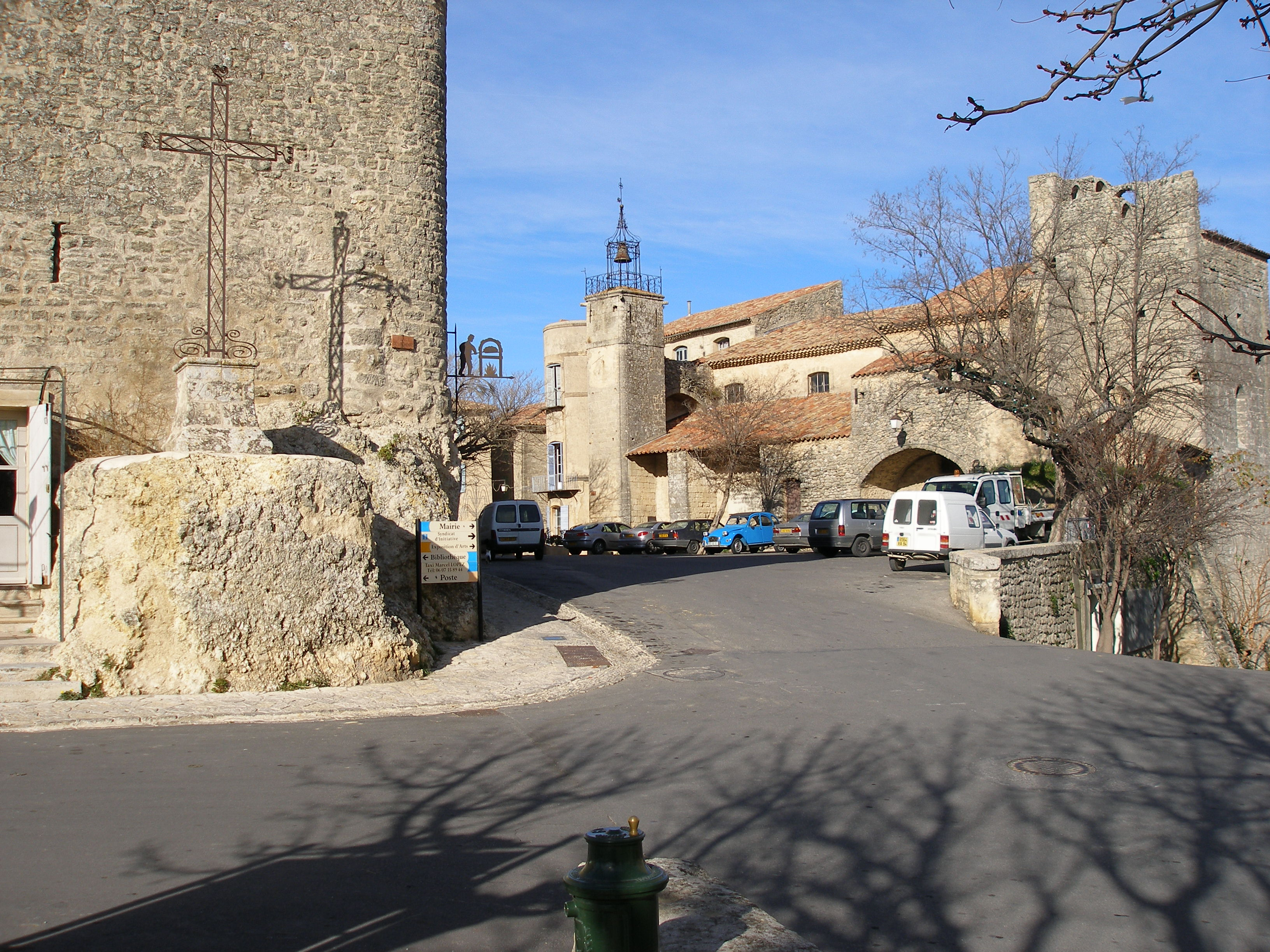
Gedenkkreuz von 1753 und Pfarrkirche Notre-Dame-de-Beauvoir.
Rechts: La Tourrache

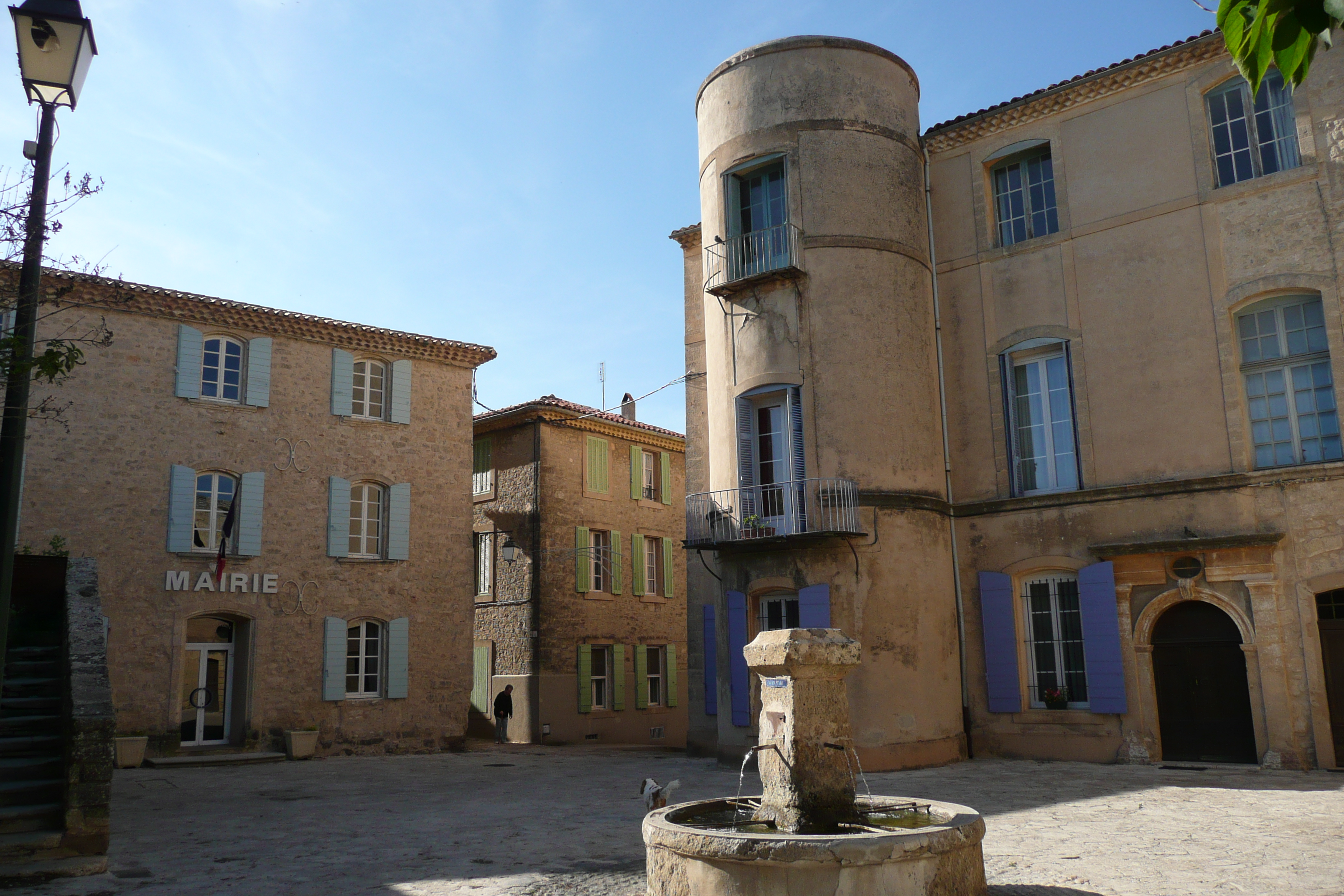
Brunnen und Schloss am Rathausplatz

Das Dorf Grambois ist ein für die Provence typisches, von einer Mauer bewehrtes Village Perché. Von der östlichen Stadtbefestigung sind noch Überreste aus dem 14. Jahrhundert erhalten, darunter eine lange, mit Schießscharten durchlöcherte Mauer, die durch zwei rechteckige Türme verstärkt wurde. Einer der beiden Türme, genannt Tourrache, ist eine Barbakane, die im 17. und 18. Jahrhundert als Konsularhaus gedient hat.
Das große Herrenschloss Château de Grambois befindet sich innerhalb der Ummauerung am Rathausplatz. Es wurde im späten 16. Jahrhundert an der Stelle des alten Pfarrhauses erbaut. Die neu gestaltete Fassade stammt aus dem Jahr 1730. In dem Schloss wohnten zeitweise Madame de Sévigné, ihre Tochter Madame de Grignan und der Graf von Mirabeau.
Die früheste Erwähnung der romanischen Pfarrkirche Notre-Dame-de-Beauvoir geht ins Jahr 1096 zurück. Sie wurde im Laufe der Zeit erweitert, allerdings brach 1708 durch ein Erdbeben das Dach ein. In dieser Zeit wurden der obere Teil, die aktuelle Fassade und der Glockenturm neu gebaut. Im 19. Jahrhundert wurde der schmiedeeiserne Kampanile aufgestellt.
Die Einsiedelei St-Pancrace ist eine im 17. Jahrhundert erweiterte Kapelle. Von dem damaligen Besitzer wurde im 19. Jahrhundert ein privater Friedhof angebaut und eine Restaurierung durchgeführt. Gegen 1912 schufen die drei Maler Georges Dufrénoy, Émile Lombard und Pierre Girieud, letzterer ein Freskenmaler aus der Schule von Marseille, religiös inspirierte Bilder auf den Wänden der Kapellenvorhalle. Sie wollten damit nach Vorbild der italienischen Renaissance die Freskotechnik auf frischem Mörtel wieder einführen.

## Wappen
| Wappen von Grambois | Blasonierung: „Schwarz mit zerrupfter Tanne aus Gold, das Wappenschild wird mit einer Mauerkrone aus drei goldenen Türmen gekrönt.“ |
| Wappen von Grambois | Wappenbegründung: Es handelt sich um ein redendes Wappen zweiten Grades, d. h., es weist indirekt auf den Namen des Eigentümers hin. Der Baum bezieht sich auf den Namen Grand Bois ‚Großer Wald‘, der 1696 im Allgemeinen Wappenbuch von Frankreich zusammen mit diesem Wappen eingetragen war. 1866 tauchte es im Wappenbuch der Provence wieder auf und wurde im Jahr 1996 endgültig zum offiziellen Wappen der Gemeinde erklärt. Krone hier nicht sichtbar |

|                     | Ehemaliges Wappen |
| Wappen von Grambois | Blasonierung: „Silber mit Palme aus Gold, hervorkommend aus einem grünen Erdhügel“ |
| Wappen von Grambois | Wappenbegründung: Die Herkunft des Palmenwappens ist unbekannt, doch ist es auf vielen offiziellen Dokumenten, etwa auf Pestbriefen von 1720 nachweisbar. Obwohl es 1866 offiziell vom Tannenwappen abgelöst wurde, haben beide Wappenformen lange Zeit nebeneinander existiert. Noch Ende des 19. Jahrhunderts wurde es etwa vom Historiker André-Marius Garcin verwendet. Da hier „Metall auf Metall“ folgt (goldene Palme auf silbernem Hintergrund), verletzt das Wappen die heraldische Farbregel. |